# Jon Kyongnin
Jon Kyongnin es una escritora coreana conocida por su poesía de tema sexual.

## Biografía
Jon Kyongnin nació en 1962 y se graduó de Literatura Alemana por la Universidad Kyungnam en Changwon, provincia de Gyeongsang del Sur. Debutó en 1995 con la novela corta Luna desierta (Samagui dal), que fue seleccionada en el Concurso Literario Nueva Primavera patrocinado por el periódico Dong-a Ilbo.

## Obra
La sexualidad femenina es el tema principal de su obra. Sus historias están estructuradas para revelar de forma indirecta los problemas sexuales escondidos y reprimidos de sus narradores. Un día especial que se da solo una vez en la vida (Nae saenge kkok haruppunil tteukbyeolhan nal) es una novela sobre la infidelidad que muestra la psicología femenina en torno al sexo y el deseo sexual de manera sincera y directa. Otra característica de sus novelas es su pesimismo hacia la vida. Manteniendo una distancia psicológica respecto de sus dificultades o de la vida mundana, sus personajes se obsesionan por los cambios. Novelas como La mujer del circo El Carrusel (Meri go raundeu seokeoseu yeoin) tratan sobre un protagonista que se ve inmerso en una atmósfera de ensoñaciones y fantasía sin ningún objetivo en particular en la vida real.
Las convenciones sociales funcionan en su obra como trabas que frenan la sexualidad de la mujer, que es vista como peligrosa o rebelde. La búsqueda de la realización de la pasión a menudo trae resultados trágicos, de modo que su obra enfatiza las dificultades para liberarse de las fuerzas que constriñen sus vidas.
Su obras también han sido llevadas al cine, incluida la película erótica Ardor del director Byun Young-joo.

## Obras en coreano (lista parcial)
- La mujer que guía las cabras (1996)
- Un hombre que no existe en ningún lugar (1997)
- Historia sobre un vestido de lunares (1997)
- La última casa de la playa (1998)
- Un día especial que solo se da una vez en la vida (1999)
- Navego en mares desconocidos sobre un barco de vidrio (2001)
- Mientras se derrite el azúcar morena (2002)
- El hábito de la pasión (2002)
- Hwang Jini (2004)

## Premios
- Premio Literario Hankook Ilbo (1996) por La mujer que cuida las cabras
- Premio Literario de la Comunidad Literaria (1997)  por El hombre que no existe en ningún lugar
- Premio Literario siglo XXI (1998) por "La mujer del circo El Carrusel"
- Premio Literario Yi Sang (2007) por "El ángel permanece aquí"
- Premio de Literatura Contemporánea (2011) por "La aldea en la ribera del río"